# Levico Terme
Levico Terme (deutsch veraltet Löweneck) ist ein Kurort im Valsugana (Suganertal), dem Tal der Brenta, im Trentino im Norden Italiens mit 8253 Einwohnern (Stand 31. Dezember 2023).

## Lage und Daten

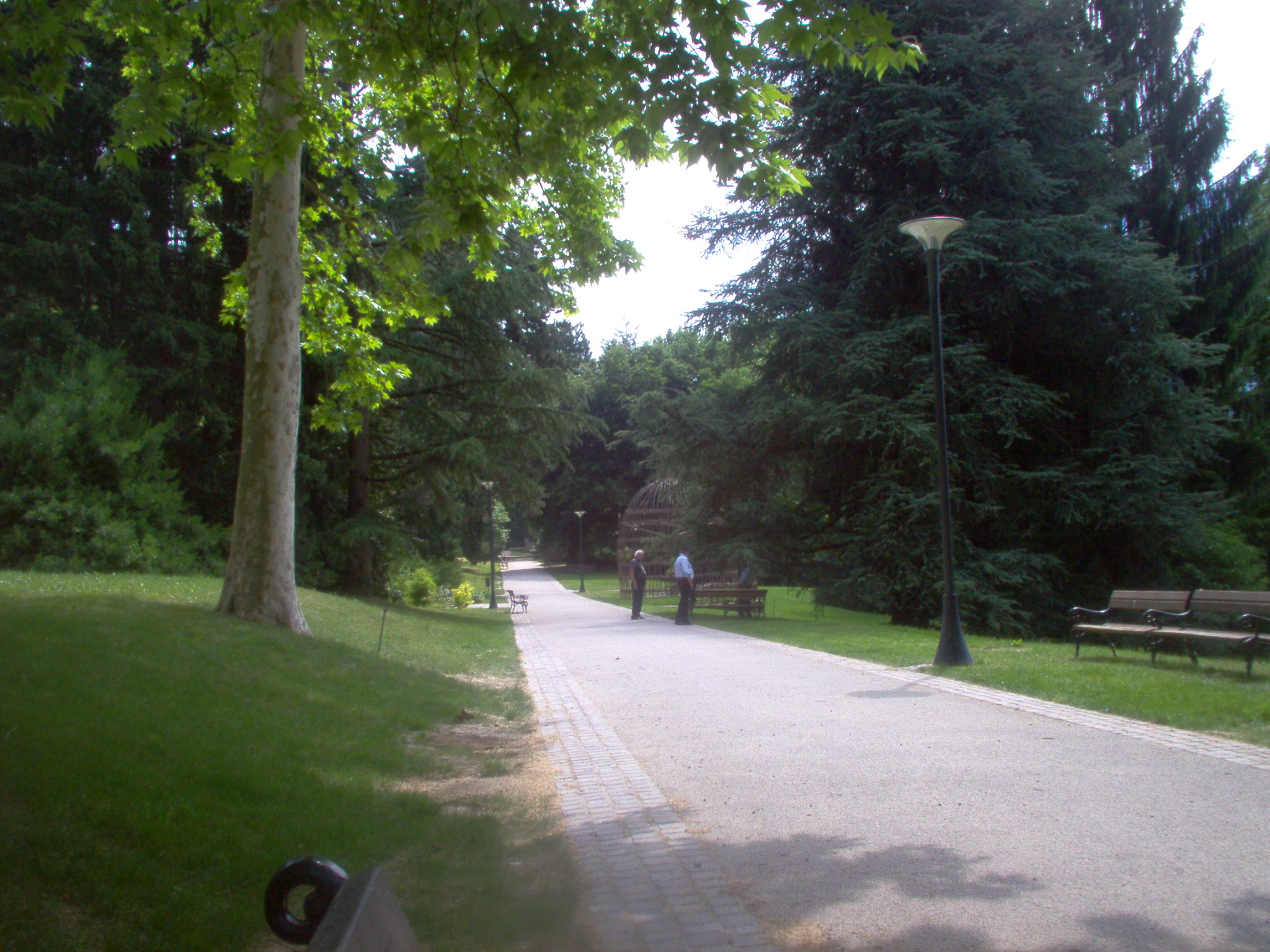
Kurpark von Levico Terme

Levico Terme liegt 20 km östlich von Trient am Lago di Levico und in unmittelbarer Nähe des Caldonazzosees. Angrenzende Gemeinden sind Frassilongo, Vignola-Falesina, Borgo Valsugana, Pergine Valsugana, Novaledo, Tenna, Asiago, Caldonazzo, Lusern und Rotzo.
Levico Terme ist touristisch vor allem auf Senioren und Familien mit kleinen Kindern ausgerichtet. Thermalanwendungen, Biking und Ausflüge in die Umgebung sind möglich. Den Gästen stehen rund 50 Restaurants sowie 30 Beherbergungsbetriebe  zur Verfügung.

## Geschichte
Levico Terme wurde 1894 von Kaiser Franz Joseph zur Stadt erhoben und gehörte bis 1919 zur gefürsteten Grafschaft Tirol und damit zu Österreich-Ungarn. Es war 1914 Garnison des Schlesischen Feldjägerbataillons Nr. 16 der k.u.k. Armee.
Levico und das Valsugana waren Teil der Route, die der Journalist Otto Julius Bierbaum im Mai 1902 auf seiner Empfindsamen Reise im Automobil durchfuhr. Sie gilt als erste touristische Reise mit dem Pkw. Über die Umgebung schrieb Bierbaum: „Wir fuhren beim schönsten Wetter ab und erfreuten uns bis hinter Levico dieser Wettergunst inmitten einer Landschaft von großartiger, zuweilen wilder Schönheit.“
Nach der Teilung Tirols im Jahre 1919 kam der Ort an Italien. Er gehört heute zur Autonomen Provinz Trient in der Region Trentino-Südtirol.

## Gemeindepartnerschaft
Levico Terme ist Partnergemeinde der Gemeinde Hausham im oberbayerischen Landkreis Miesbach.

## Persönlichkeiten
- Giustiniano degli Avancini (1807–1843), Maler
- Lionello Bertoldi (1928–2022), Politiker